# إليوت أوموزوسي

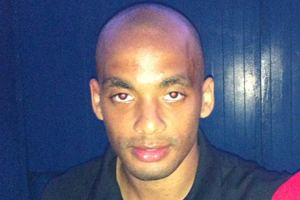

إليوت أوموزوسي (بالإنجليزية: Elliott Omozusi)‏، من مواليد 15 ديسمبر 1988 في هاكني في إنجلترا ، لاعب كرة قدم إنجليزي.
و هو يلعب مع نادي فولهام.

## روابط خارجية
- إليوت أوموزوسي على موقع قاعدة بيانات كرة القدم.إي يو (الإنجليزية)
- إليوت أوموزوسي على موقع Soccerbase.com (لاعب) (الإنجليزية)
- إليوت أوموزوسي على موقع Soccerway.com (الإنجليزية)
- إليوت أوموزوسي على موقع عالم كرة القدم.نت (الإنجليزية)
- إليوت أوموزوسي على موقع كووورة